# Чакмак-Суу
Чакмак-Суу (кирг. Чакмак-Суу) — село в Чаткальском районе Джалал-Абадской области Кыргызстана. Входит в состав Каныш-Кыянского айылного аймака.

## География
Село расположено в западной части области, на правом берегу реки Чаткал, вблизи места впадения в неё реки Чакмак-Суу, на расстоянии приблизительно 34 километров (по прямой) к северо-востоку от села Каныш-Кыя, административного центра района.

## Население
Согласно оценочным данным Национального статистического комитета Кыргызской Республики, численность населения села на начало 2023 года составляла 615 человек.
| год     | 2009 | 2014 | 2015 | 2020 | 2021 | 2023 |
| ------- | ---- | ---- | ---- | ---- | ---- | ---- |
| человек | 365  | 413  | 454  | 596  | 603  | 615  |